# André de Richaud
André de Richaud (* 6. April 1907 in Perpignan; † 29. September 1968 in Montpellier) war ein französischer Schriftsteller.

## Leben und Werk
André de Richaud verlor mit 6 Jahren den Vater und mit 14 Jahren die Mutter. Er besuchte das Gymnasium in Carpentras, wo er mit Pierre Seghers befreundet war, und studierte in Aix-en-Provence. Von 1929 bis 1933 unterrichtete er in Meaux und Paris, dann begann er ein Bohème-Leben in den Pariser Cafés. Von 1935 bis 1950 lebte er von der Unterstützung durch Fernand Léger und dessen Ehefrau Jeanne Lohy. Als Lungenkranker ging er 1958 nach Vallauris und lebte ab 1961 im dortigen Altersheim. 1968 starb er im Alter von 61 Jahren.
André de Richaud veröffentlichte ein Dutzend Romane, von denen einer in jüngster Zeit ins Deutsche übersetzt wurde, ferner Erzählungen, Theaterstücke und Dichtung (Prix Guillaume Apollinaire 1954).
In Althen-des-Paluds ist eine Schule nach ihm benannt.

## Werke

### Roman
- La création du monde. Grasset, Paris 1930.
- La douleur. Grasset, Paris 1931.
  - (deutsch) Der Schmerz. Dörlemann, Zürich 2019. (übersetzt von Sophie I. Nieder)
- La Fontaine des lunatiques. Grasset, Paris 1932.
- L’Amour fraternel. Grasset, Paris 1936.
- La Barette rouge. Grasset, Paris 1938.
- Les Brunoy. Grasset, Paris 1945. (Le Mauvais 1)
- La Rose de Noël. Grasset, Paris 1946. (Le Mauvais 2)
- Le Mal de la terre. Charlot, Paris 1947. (Erzählungen)
- L’étrange visiteur. Grasset, Paris 1956. 2015.
- Je ne suis pas mort. Robert Morel, Le Jas du Revest-Saint-Martin 1965. (autobiographisch)
- La nuit aveuglante. Robert Morel, Le Jas du Revest-St-Martin 1966.
- Il n’y a rien compris... Robert Morel, Mane 1970.
- Le Noël du Père Bonnet et autres nouvelles retrouvées. Hrsg. Roger Colozzi. Études comtadines, Mazan 2006.
- Pays natal, pays mortel. Éd. du Toulourenc, Brantes 2009.
- Quatre nouvelles. Éd. du Toulourenc, Brantes 2009.
- Échec à la concierge et autres textes. Arbre vengeur, Talence 2012. (Vorwort von Éric Dussert)

### Dichtung
- Le Droit d’asile, 1943–1953. Seghers, Paris 1954. (Prix Guillaume Apollinaire)
- André de Richaud. Hrsg. Marc Alyn. P. Seghers, Paris 1966.

### Theater
- Théâtre. Fasquelle, Paris 1956.

### Weitere Werke
- Vie de saint Delteil. Paris 1928.
- La confession publique. P. Seghers, Villeneuve-lès-Avignon 1944. (Tagebuch)